# Adirondacks
Adirondacks (angleško Adirondack Mountains) je hribovje na severovzhodu ZDA, z najvišjim vrhom Mt. Marcy (1629m). Razteza se med Ontarijskim jezerom in dolino reke Hudson v zvezni državi New York, kar ustreza 24.000km2. Zahodni del hribovja je planotast (nadmorska višina okoli 300 m), vzhodni del pa je bolj razgiban in ledeniško preoblikovan s številnimi ledeniškimi jezeri. Prebivalci se ukvarjajo v glavnem z gozdarstvom in turizmom. V hribovju leži tudi znano smučarsko središče Lake Placid.